# Cogny (Cher)
Cogny – miejscowość i gmina we Francji, w Regionie Centralnym, w departamencie Cher.
Według danych na rok 1990 gminę zamieszkiwało 36 osób, a gęstość zaludnienia wynosiła 2 osoby/km² (wśród 1842 gmin Regionu Centralnego Cogny plasuje się na 1072. miejscu pod względem liczby ludności, natomiast pod względem powierzchni na miejscu 745.).